# Hősök temploma (Budapest)
A Hősök Temploma vagy Hősök Zsinagógája egy zsidó vallási épület, amely a Dohány utcai zsinagóga udvarában található. Ma már elválaszthatatlan része az épületegyüttesnek.

## Története
Az árkádsor és a hétköznapi istentiszteletek céljára használt, 186 személyes, Vágó László által tervezett Hősök Temploma 1931-ben épült. A Hősök Zsinagógája annak a 10 000 magyar zsidó katonának állít emléket, akik az első világháború harcmezőin dicsőséget szerezve hősi halált haltak. Számuk onnan ismert, hogy az Egység, az akkori zsidó újság az egész háború alatt pontos statisztikát vezetett az elesett zsidó katonákról.
A bejárat felett héber szövegből formált hatalmas Dávid-csillag van. A díszítőelem különlegessége, hogy a következő bibliai idézetek betűiből alakul ki a csillag: אֵיךְ נָפְלוּ גִבֹּרִים „Éch náflú gibbórím... / Éch noflu gibajrim…” „Jaj, hogy a hősök elhullottak a harcban…”.
Télen, mivel a nagytemplom befűtése szinte lehetetlen, itt tartják a péntek esti (szombat bejövetele) és szombat délelőtti istentiszteletet. Újabban a hétköznapi istentisztelet helye a szintén Wesselényi utcai bejáratú Talmud–Tóra terem.